# Baldomer Saldoni i Solsona
Baldomer Saldoni i Solsona era un sallentí resident a Manresa. Fou degà dels periodistes manresans. Era el propietari i director del Diario de Avisos de Manresa. Era un cronista de tarannà liberal i democràtic. Políticament se'l considerà un republicà de tendència possibilista. Morí a Manresa l'any 1932.